# يسبر مولر
يسبر مولر (بالدنماركية: Jesper Møller)‏ هو مدرب كرة قدم ولاعب كرة قدم ومحامي دنماركي، ولد في 9 يونيو 1963 في Skørping ‏ في الدنمارك.